# Dames in de Dop seizoen 3
Dames en Heren in de Dop was het derde seizoen van Dames in de Dop en werd vanaf 7 maart 2011 elke werkdag uitgezonden op RTL 5 om 20.00 uur. Dit seizoen deden er ook mannen mee. Meron van der Schaar won een baan, een auto, sieraden en een geldbedrag van € 15.000.

## Verloop
| Order | Week 1    | Week 2    | Week 3    | Week 4    | Week 5    | Week 6    | Week 7    | Week 8    | Week 9 | Week 10 |  |
| ----- | --------- | --------- | --------- | --------- | --------- | --------- | --------- | --------- | ------ | ------- |  |
| 1     | Dave      | Meron     | Yosie     | Linsey    | Gary      | Meron     | Jenna     | Meron     | Meron  | Meron   |  |
| 2     | Dilara    | Yosie     | Dave      | Dave      | Dave      | Dilara    | Dave      | Jenna     | Jenna  | Jenna   |  |
| 3     | Dominique | Dilara    | Dilara    | Jenna     | Dilara    | Dave      | Meron     | Dave      | Yosie  | Yosie   |  |
| 4     | Gary      | Jenna     | Dominique | Dominique | Jenna     | Yosie     | Yosie     | Yosie     | Dave   |         |  |
| 5     | Jenna     | Dave      | Gary      | Dilara    | Meron     | Dominique | Dominique | Dominique |        |         |  |
| 6     | Jennifer  | Dominique | Linsey    | Gary      | Yosie     | Jenna     | Dilara    |           |        |         |  |
| 7     | Yosie     | Gary      | Meron     | Yosie     | Dominique | Gary      |           |           |        |         |  |
| 8     | Linsey    | Marcin    | Jennifer  | Meron     | Linsey    |           |           |           |        |         |  |
| 9     | Marcin    | Jennifer  | Jenna     | Jennifer  |           |           |           |           |        |         |  |
| 10    | Meron     | Linsey    | Marcin    |           |           |           |           |           |        |         |  |
| 11    | Zira      | Zira      |           |           |           |           |           |           |        |         |  |
| 12    | Lois      |           |           |           |           |           |           |           |        |         |  |

 De deelnemer won de weekopdracht en kon niet worden weggestuurd
 De deelnemer was leading lady/man en kon in die week niet worden weggestuurd. Vanaf de vierde week verviel de immuniteit voor een leading lady/man.
 De deelnemer werd weggestuurd
 De deelnemer verliet vrijwillig de opleiding
 De deelnemer werd weggestuurd wegens het overtreden van de regels (drugs- en telefoonbezit)
 De deelnemer werd derde
 De deelnemer werd tweede
 De deelnemer won de competitie
- In de eerste week mocht iedereen blijven maar Lois verliet vrijwillig de opleiding wegens familieomstandigheden.
- In de tweede week kon Meron niet naar huis gestuurd worden. De heren werden met zijn vieren naar voren geroepen en waren alle vier tegelijk door. Linsey, Jennifer en Zira waren de bottom three, en Zira moest uiteindelijk de opleiding verlaten.
- In de derde week was er geen echte callout order, hoewel Linsey, Marcin, en Jenna naar voren werden geroepen als de bottom three. De rest was glansrijk door. Uiteindelijk moest Marcin het landhuis verlaten.
- In de vierde week moest Jennifer het landhuis verlaten wegens het gebruik van een mobiele telefoon en drugsbezit, wat beide een overtreding van de huisregels is. In eerste instantie waren de overige deelnemers ontsteld, niet doordat ze Jennifer graag in het huis wilden houden; integendeel, zij hadden allen verwacht dat Jennifer geëlimineerd zou worden. Uiteindelijk besloot mevrouw van Eekelen bij de eliminatie verder geen andere deelnemers naar huis te sturen, omdat zij zich allen goed hadden ingezet en de weekopdracht succesvol was afgerond. Wel werd besloten de immuniteit die bij de taak van leading lady/man hoort voortaan op te heffen, omdat Linsey haar taak als leading lady niet serieus genoeg nam (ze koos ervoor met Jenna naar de zonnebank te gaan, in plaats van toezicht houden op een goed verloop van de voorbereidingen op het diner).
- In de vijfde week was Gary de leading man. Er was echter geen immuniteit meer voor deze functie. Linsey werd aan het eind van de week weggestemd. De kandidaten mochten namelijk zelf stemmen wie weg mocht, Linsey en Dominique hadden de meeste stemmen tegen, Linsey 4 stemmen tegen, en Dominique 3 stemmen tegen, hiermee moest Linsey het landhuis verlaten.
- In de tiende week waren Yosie, Jenna en Meron als finalisten nog over. Voor het examen mochten zij de hulp inroepen van een oud-kandidaat: Yosie koos Dilara, Jenna koos Linsey, en Meron koos voor Dave. Aangezien Yosie de minste punten haalde in het examen, moest zij die donderdag nog vertrekken. De dag erna droegen Jenna en Meron een speech voor, in bijzijn van de jury, oud-kandidaten, vrienden en familie. Na het juryoverleg werd uiteindelijk Meron aangewezen als winnares.

## Deelnemers

### Dames
- Dilara Sinan, 20, uit Schiedam, Zuid-Holland ( 6de plaats )
- Jenna Meijer, 19, uit Den Haag, Zuid-Holland ( Runner Up )
- Jennifer Liepertz, 21 uit Lelystad, Flevoland ( 9de plaats )
- Yosie Wittebol, 19 uit Grootebroek, Noord-Holland ( 3de plaats )
- Linsey Wareman, 19 uit Zoetermeer, Zuid-Holland ( 8ste plaats )
- Lois Nuyten, 18 uit Oosterhout, Noord-Brabant ( 12de plaats )
- Meron van der Schaar, 20 uit Grouw, Friesland ( Winnares )
- Zira Berg, 19 uit Amsterdam, Noord-Holland ( 11de plaats )

### Heren
- Dave Lamens, 21 uit Den Haag, Zuid-Holland ( 4de plaats )
- Dominique Kudret, 24 uit Den Haag, Zuid-Holland ( 5de plaats )
- Gary Curiel, 20 uit Heerhugowaard, Noord-Holland ( 7de plaats )
- Marcin Sarna, 20 uit Mijdrecht, Utrecht ( 10de plaats )

## Personeel
- Anouk van Eekelen, directeur
- Lodewijk Dekker, docent algemene ontwikkeling
- Mirjam Dijkman, docent spraak
- Fred van Leer, docent uiterlijk
- Kas Stuyf, docent innerlijk
- Laurens Spanjersberg, butler